# Nävergran
Nävergran (Abies squamata) är en tallväxtart som beskrevs av Maxwell Tylden Masters. Nävergranen ingår i släktet ädelgranar, och familjen tallväxter. IUCN kategoriserar arten globalt som sårbar. Inga underarter finns listade i Catalogue of Life.
Arten förekommer i de kinesiska provinserna Gansu, Qinghai, Sichuan och Xizang (Tibet). Den växer i bergstrakter och på högplatå mellan 3000 och 4500 meter över havet. Regionen kännetecknas av ganska torrt väder men snö är vanlig under vintern. Nävergran ingår vanligen i barrskogar tillsammans med Abies recurvata, Abies fargesii, Picea likiangensis, Picea asperata, Picea linzhiensis och Larix potaninii. Ibland är lövträd som Betula albosinensis och Betula utilis inblandade.